# Discípulos de Stalin
ילדי סטאלין
Discípulos de Stalin ( em hebraico:  ילדי סטאלין) é um filme israelense de 1986 dirigido por Nadav Levitan que satiriza a ideologia utópica do kibutz israelense.

## Trama
A morte de Joseph Stalin na década de 1950 leva a uma crise ideológica em um kibutz que se identifica com os princípios comunistas . A fé cega de três sapateiros idosos, que anteriormente abusaram de um menino ousado para criticar Stalin, começa a se desintegrar quando descobrem os crimes do líder soviético e o manifesto anti-semitismo exibido nos Julgamentos de Praga .

## Recepção critica
O filme foi exibido na seção Un Certain Regard do Festival de Cinema de Cannes de 1988. Embora tenha sido um fracasso crítico e comercial, foi indicado ao Globo de Ouro e foi o primeiro longa israelense a participar dos Festivais de Cinema de Moscou e Varsóvia.
Yehuda (Judd) Neeman, um pesquisador e diretor de cinema, disse que os Discípulos de Stalin (na verdade, em hebraico Stalin's Children ) foi "o primeiro filme a olhar ironicamente para o stalinismo e o movimento do kibutz. . . Nadav Levitan pegou personagens do próprio tecido do kibutz que conhecia, incluindo a oficina de sandálias com a foto de Stalin na parede, e pouco a pouco teceu as peças. A adoração cega a Stalin e a crença inabalável na União Soviética estava se desintegrando no kibutz, em parte desencadeada pela prisão em Praga de 1952 e confissão sob tortura de espionagem para a inteligência britânica contra estados comunistas pelo funcionário de extrema esquerda Hashomer Hatzair e Mordechai Oren do Mapam do Kibutz Mizra.
No final do filme há o encantador momento em que um dos heróis olha para o céu, não acredita que esta era acabou, olha para a lua e, em vez de ver o crescente, vê a foice e o martelo. A meu ver, este é um toque cinematográfico brilhante e também uma afirmação do filme político, que estava no auge aqui naquela época."